# 神奈川県立舞岡高等学校
神奈川県立舞岡高等学校（かながわけんりつまいおかこうとうがっこう）は、神奈川県横浜市戸塚区にある公立学校である。略称は舞高（まいこう）、舞岡。

## 沿革
- 1976年
  - 1月1日 - 神奈川県立舞岡高等学校として設立告示。神奈川県立瀬谷高等学校内において開校事務を開始。
  - 2月10日 - 校章が制定される。
  - 4月1日 - 開校。
  - 6月9日 - 舞岡町の現地にて開校記念式が挙行される。
- 1977年3月24日 - 戸塚区舞岡町2085番地の本校舎に移転。
- 1978年3月1日 - 校歌、校旗制定発表式が挙行される。
- 2004年4月 - 保土ケ谷養護学校分教室を校内に開設。

## 教育方針
- 人格を重んじ個性の伸展をはかる。
- 勤勉と責任を尊び自主自律の精神を養う。
- 真理と正義を愛し社会性の育成に努める。

## 教育目標
自律、協同、創造、開拓、実践
校門から校舎へ向かう坂道脇に、陰刻した石碑が建つ。

## 校歌
- 作詞、磯村英樹
- 作曲、岡島雅興

## 校章
桔梗の花を抽象化して中央に高の字を配している。
五枚の花弁は、体育・徳育・基に知・情・意の調和的発達を目指し、質実剛健、清楚柔軟な人間形成を表す。
また桔梗の紋章は、品位と均整のとれた優美な姿を現している。

## 行事
9月中旬に開催される文化祭を「桔梗祭」という。

## 特徴
- 県立高校には数少ないアメリカンフットボール部がある。
- 学校運営は管理職により厳しく行われている。職員の服務も管理的である。
- 元校長の瀬木氏は、卓球学生日本一の名人である。

## 交通
- 横浜市営地下鉄ブルーライン舞岡駅 徒歩15分
- JR東海道線・横須賀線戸塚駅東口より江ノ電バスT5・T55で、「舞岡高校前」下車[1]。

## 著名な出身者
- 妻夫木聡（俳優、ホリプロ所属）
- 瀬川晶司（将棋棋士。特例でアマチュア選手からプロに編入）
- 細木美和（元タレント）
- 桐生園加（女優、宝塚歌劇団所属）
- 南周平（俳優）
- 笠原竜司（俳優、声優）
- 小倉陽太（サッカー選手、横浜FCユースだったため部活には入ってなかった）
- 勝俣八発（YouTuber、かきこきｃｈ、野球部OB）